# 15399 Гудець
15399 Гудець (15399 Hudec) — астероїд головного поясу, відкритий 2 листопада 1997 року.
Тіссеранів параметр щодо Юпітера — 3,390.